# Friedrich von Kühlwetter (Admiral)

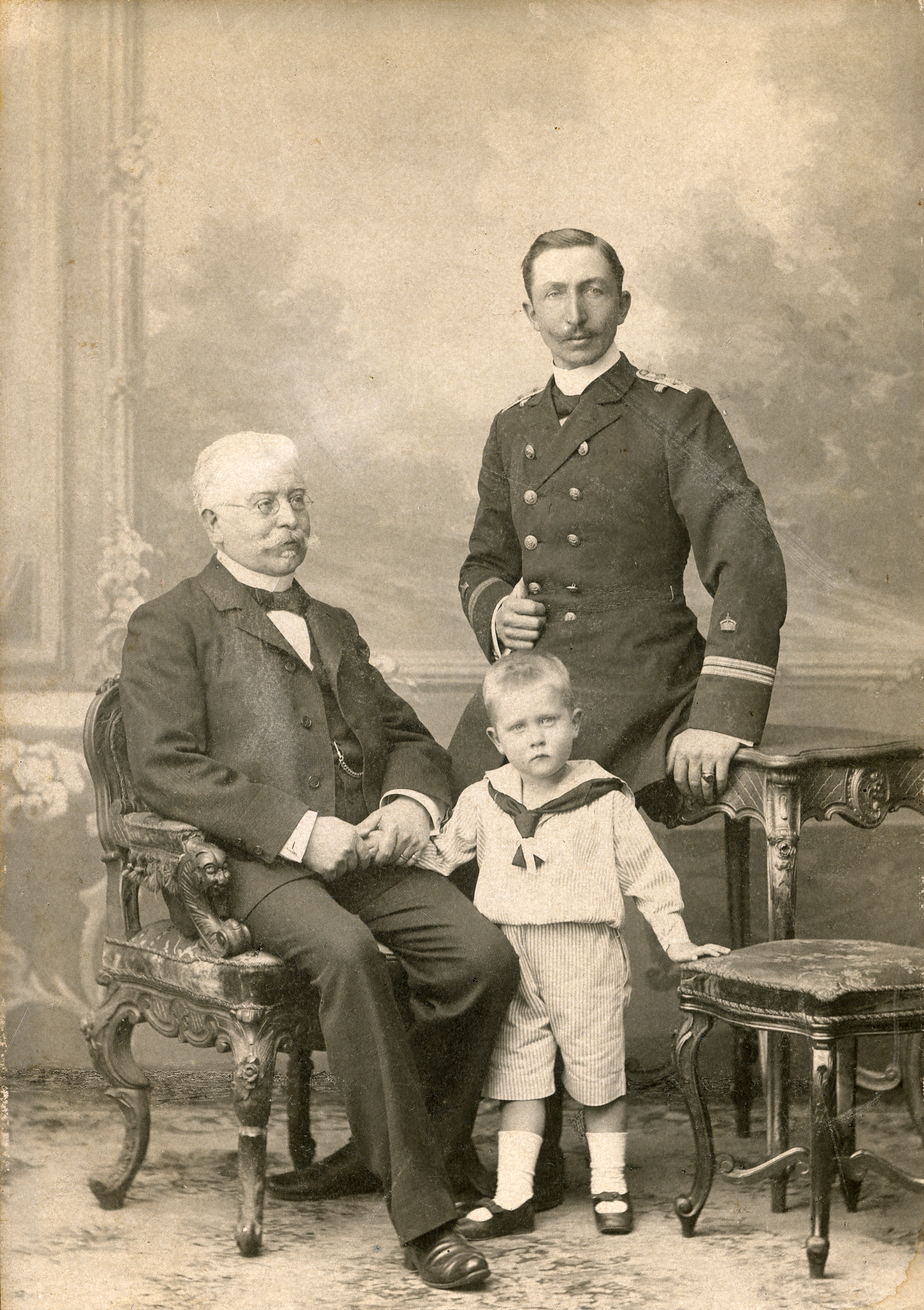
Friedrich von Kühlwetter (Mitte) gemeinsam mit seinem Vater Friedrich von Kühlwetter (1836–1904, sitzend) und seinem Sohn Friedrich von Kühlwetter (1894–1978), um 1898.

Friedrich Felix Hubert Maria Kühlwetter, seit 1866 von Kühlwetter (* 20. November 1865 in Düsseldorf; † 9. Januar 1931 in Berlin-Lichterfelde) war ein deutscher Konteradmiral der Kaiserlichen Marine.

## Leben

### Herkunft
Friedrich Kühlwetter war der älteste Sohn des Verwaltungsjuristen und Parlamentariers Friedrich von Kühlwetter (1836–1904) und dessen Ehefrau Karoline, geborene Nellessen (1840–1927). Durch die Erhebung seines Großvaters Friedrich Kühlwetter (1809–1882) am 25. August 1866 in den erblichen preußischen Adelsstand wurde er auch nobilitiert.

### Werdegang
Kühlwetter trat am 16. April 1883 als Kadett in die Kaiserliche Marine ein, besuchte nach seiner Grundausbildung die Marineschule und setzte seine Ausbildung auf der Elisabeth, Bayern und Sachsen fort. Nachdem er Mitte April 1886 zunächst noch ohne Patentierung zum Unterleutnant zur See befördert worden war, besuchte er ab Oktober 1886 für ein Jahr erneut die Marineschule. Daran schloss sich eine Verwendung auf der Hansa an und am 8. November 1887 erhielt er mit Rangdienstalter vom 17. April 1886 das Patent zu seinem Dienstgrad. Am 6. April 1888 erfolgte seine Versetzung auf die Kaiser, die Wilhelm II. mit dessen Yacht Hohenzollern nach Sankt Petersburg, Stockholm und Kopenhagen begleitete. Durch AKO vom 19. September 1888 erhielt Kühlwetter die Erlaubnis zur Annahme des Verdienstordens vom Heiligen Michael IV. Klasse. Nach einer knapp viermonatigen Verwendung als Wachoffizier auf dem Aviso Zieten kam Kühlwetter am 20. August 1889 in gleicher Funktion auf das Stationsschiff Sperber und avancierte Ende März 1890 zum Leutnant zur See. Mitte August 1891 ging er von Bord, trat von Apia aus die Heimreise nach Deutschland an und wurde Kompanieoffizier bei der I. Matrosendivision. Ab Mitte März 1892 war er Kompanieoffizier der I. Matrosenartillerie-Abteilung in Friedrichsort.
Durch AKO vom 17. Oktober 1892 erhielt er die Erlaubnis zur Annahme der Kaiserlich Türkischen silbernen Erinnerungs-Medaille an die Anwesenheit Ihrer Kaiserlichen und Königlichen Majestäten in Konstantinopel im November 1889. Von Anfang März 1894 diente Kühlwetter zunächst als Wach-, dann als Batterieoffizier auf dem Schulschiff Stosch, bevor er am 16. April 1895 mit der Übernahme des Torpedobootes S 39 sein erstes Bordkommando erhielt. Ende September 1895 wurde er als Instrukteur auf das Torpedoschulschiff Blücher versetzt und am 18. Juli 1896 zum Kapitänleutnant befördert. Ab 1. Oktober 1897 absolvierte Kühlwetter den I. Coetus an der Marineakademie, war von April bis September 1898 Ausbildungsoffizier für Schnellladekanonen bei der I. Torpedoabteilung und setzte mit dem II. Coetus seine Studien an der Marineakademie fort. Im Anschluss daran stand er für drei Monate zur Verfügung des Chefs der Marinestation der Ostsee und wurde am 1. Oktober 1899 als Admiralstabsoffizier zum Stab der Marinestation der Ostsee versetzt. Am 1. Oktober 1902 erfolgte seine Ernennung zum Ersten Offizier auf dem Linienschiff Kaiser Karl der Große und eine Woche später die Beförderung zum Korvettenkapitän.
Kühlwetter wurde am 1. September 1903 in die Sektion für Mobilmachungsangelegenheiten im Allgemeinen Marinedepartement des Reichsmarineamtes versetzt und am 1. April 1904 zum Chef dieser Sektion ernannt. Er stand dann wenige Tage zur Verfügung des Chefs der Marinestation der Ostsee, bis man ihn am 6. Oktober 1906 mit der Führung der Schiffsjungendivision beauftragte. In dieser Stellung am 27. April 1907 zum Fregattenkapitän befördert, stand Kühlwetter ab 1. Oktober 1907 für einen Monat erneut zur Verfügung der Marinestation der Ostsee und war anschließend mit der Vertretung des Kommandeurs der II. Werftdivision beauftragt. Daran schloss sich am 7. April 1908 seine Ernennung zum Direktor der Deckoffizierschule in Wilhelmshaven an, die ab dem 16. Januar 1909 durch AKO die Bezeichnung Ingenieur- und Deckoffizierschule führte. Zwischenzeitlich war Kühlwetter am 12. September 1908 zum Kapitän zur See aufgestiegen. Als solcher wurde er am 15. September 1910 Kommandant des Linienschiffes Hessen, dass während der Herbstmanöver 1911 den dänischen Frachter Askesund nahe Bülk rammte und dadurch versank.
Krankheitsbedingt gab er am 12. November 1911 das Kommando ab und stand zur Verfügung des Chefs der Marinestation der Ostsee. Kühlwetter nahm daraufhin am 13. Januar 1912 seinen Abschied mit der gesetzlichen Pension. Zugleich erhielt er die Berechtigung zum Tragen der bisherigen Uniform und die Aussicht auf Anstellung im Zivildienst bewilligt.

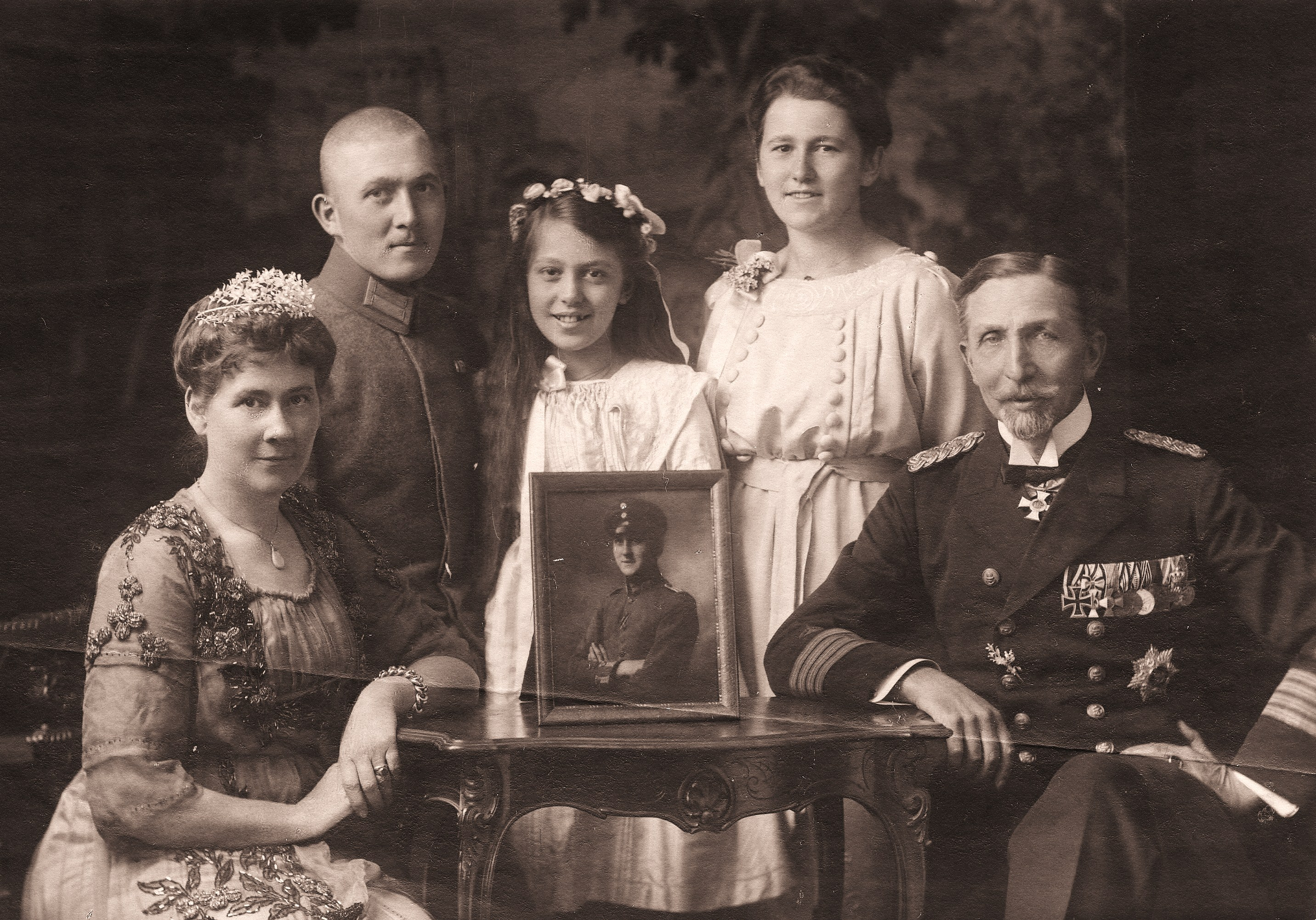
Familie von Kühlwetter, Konteradmiral Friedrich von Kühlwetter ganz rechts

Nach Ausbruch des Ersten Weltkriegs wurde er als z.D.-Offizier verwendet und war als Richter am Prisengericht in Kiel tätig. Anschließend zur Verfügung des Sonderkommandos der Kaiserlichen Marine in der Türkei gestellt, wurde er mit dem Rang eines osmanischen Generalmajors Kommandant der Befestigungen am Bosporus bzw. Chef des Stabes beim Befehlshaber der Meerengen. Für sein Wirken erhielt Kühlwetter das Eiserne Kreuz II. Klasse und der Sultan würdigte ihn mit dem Titel eines Paschas sowie mit dem Mecidiye-Orden II. Klasse. Im März 1915 kehrte er nach Deutschland zurück und war bis zur Aufhebung seiner Mobilmachungsbestimmung am 8. November 1916 zum Admiralstab der Marine kommandiert.
Am 18. Dezember 1919 erhielt er mit Rangdienstalter vom 8. November 1916 den Charakter als Konteradmiral verliehen.

### Familie
Am 2. September 1893 heiratete Kühlwetter in Hamburg Adele Shadler (* 1870), mit der er zwei Söhne und zwei Töchter hatte. Der jüngere Sohn Adalbert (1897–1916) starb als Leutnant im 2. Garde-Regiment zu Fuß an den Verwundungen, die er in der Schlacht an der Somme erlitten hatte.

## Schriften
- Die Kriegsentwicklung im Mittelmeer. In: Die Woche. Band 18, Ausgaben 1–20, 1916, S. 217 ff.
- Das Kriegsgeschehen unserer Handelsflotte. In: Die Woche. Band 18, Ausgaben 1–20, 1916, S. 471 ff.
- Unsere Zukunft liegt auf dem Wasser. Siegismund, 1916.
- Skagerrak. Der Ruhmestag der deutschen Flotte.